# Tokyo Metropolitan Symphony Orchestra

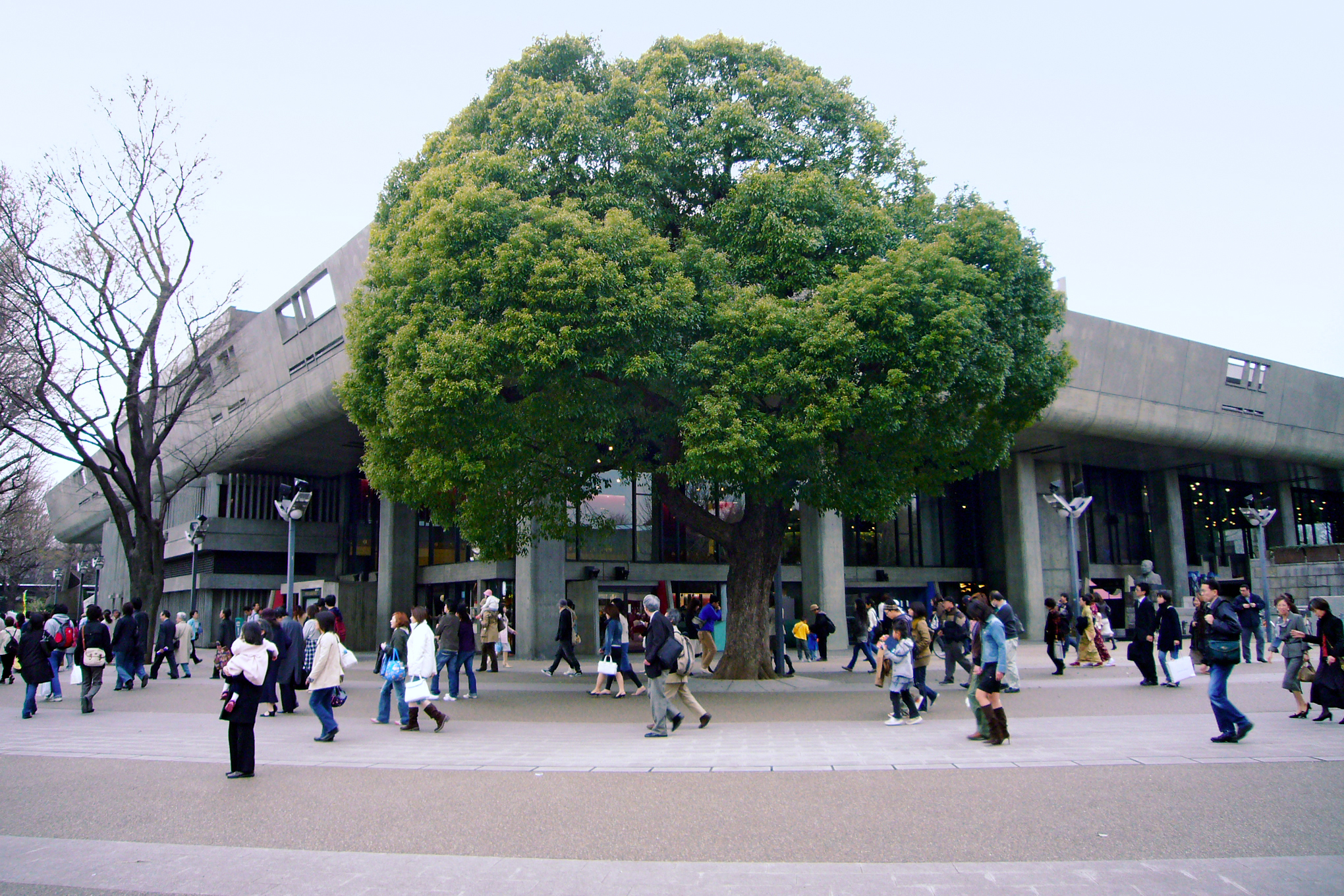
Hauptsitz des Orchesters in der Tōkyō Bunka Kaikan

Das Tokyo Metropolitan Symphony Orchestra (jap. 東京都交響楽団, Tōkyō-to Kōkyō Gakudan, kurz 都響, Tokyō) ist eines der namhaftesten Orchester Japans. Das Orchester ist reguläres Mitglied der Japanischen Orchestervereinigung.
Das Orchester wurde 1965 von der Präfekturverwaltung von Tokio gegründet, zum Gedenken an die Olympischen Sommerspiele 1964. Traditionell präsentiert das Orchester insbesondere Werke von Gustav Mahler.

## Dirigenten
- 1965–1967: Heinz Hofmann, Permanent Conductor
- 1967–1972: Tadashi Mori, Permanent Conductor
- 1972–1978: Akeo Watanabe, Music Director & Permanent Conductor
- 1978–1983: Moshe Atzmon, Music Adviser & Principal Conductor
- 1983–1986: Jean Fournet, Permanent Guest-Conductor
- 1986–1995: Hiroshi Wakasugi, Music Director
- 1995–1998: Kazuhiro Koizumi, Principal Conductor
- 1998–2005: Gary Bertini, Music Director
- 2005–2008: James DePreist, Permanent Conductor
- 2008–2014: Eliahu Inbal, Principal Conductor
- 2015–: Kazushi Ōno, Music Director